# Saison 2019-2020 du Stade français Paris rugby
Cette page présente la saison 2019-2020 du Stade français Paris rugby en Top 14 et en Challenge européen.
Le président Hubert Patricot démissionne le 18 septembre 2019 pour laisser la présidence directe du club au propriétaire Hans-Peter Wild. Le 17 octobre 2019, Thomas Lombard, ancien joueur du club de 1997 à 2004, est nommé directeur général à partir du 4 novembre 2019.
Après un début de saison compliqué, le club est dernier du championnat après 9 journées disputées. Le 12 novembre 2019, le directeur sportif Heyneke Meyer présente alors sa démission au président avec effet immédiat.

## Entraîneurs

### Juillet à novembre
Direction sportive :
- Heyneke Meyer : Directeur sportif et entraîneur en chef

Entraîneurs :
- Pieter de Villiers : Entraîneur des avants
- Dewald Senekal : Entraîneur de la touche
- Ricardo Loubscher : Entraîneur des arrières
- John McFarland : Entraîneur de la défense
- Laurent Sempéré : Entraîneur adjoint des avants

### À partir du 12 novembre 2019
- Laurent Sempéré : Entraîneur des avants
- Julien Arias : Entraîneur des arrières

## Effectif 2019-2020
Effectif du Stade français Paris pour la saison 2019/2020.
| Nom                  | Poste            | Naissance         | Nationalité    | Sélection nationale | Dernier club             | Arrivée au club (année) |
| -------------------- | ---------------- | ----------------- | -------------- | ------------------- | ------------------------ | ----------------------- |
| Paul Alo-Emile       | Pilier           | 21 décembre 1991  | Samoa          |                     | Melbourne Rebels         | 2015                    |
| Giorgi Melikidze     | Pilier           | 24 mai 1996       | Géorgie        |                     | Kharebi Rustavi          | 2015                    |
| Stéphane Clément     | Pilier           | 3 juillet 1987    | France         | -                   | Lyon OU                  | 2018                    |
| Quentin Béthune      | Pilier           | 25 septembre 1995 | France         | -                   | SU Agen                  | 2019                    |
| Thierry Futeu        | Pilier           | 23 juin 1995      | Espagne        |                     | Club Alcobendas rugby    | 2019                    |
| Sami Mavinga (en)    | Pilier           | 25 mai 1993       | France         | -                   | Lyon OU                  | 2019                    |
| Luke Tagi            | Pilier           | 23 juin 1997      | Fidji          |                     | Fidjian Drua             | 2019                    |
| Rémi Bonfils         | Talonneur        | 26 septembre 1988 | France         |                     | PUC                      | 2007                    |
| Laurent Panis        | Talonneur        | 23 avril 1993     | France         | -                   | Formé au club            | 2009                    |
| Lucas Da Silva       | Talonneur        | 19 décembre 1997  | France         | -                   | Formé au club            | 2017                    |
| Sione Anga'aelangi   | Talonneur        | 7 novembre 1988   | Tonga          |                     | Counties Manukau         | 2019                    |
| Tolu Latu            | Talonneur        | 23 février 1993   | Australie      |                     | Waratahs                 | 2019                    |
| Matthieu De Giovanni | 2e ligne         | 10 janvier 1994   | France         | -                   | Formé au club            | 2014                    |
| Paul Gabrillagues    | 2e ligne         | 3 juin 1993       | France         |                     | Formé au club            | 2014                    |
| Côme Joussain        | 2e ligne         | 18 janvier 2001   | France         | -                   | Formé au club            | 2020                    |
| Hugh Pyle            | 2e ligne         | 21 septembre 1988 | Australie      | -                   | Melbourne Rebels         | 2014                    |
| Yoann Maestri        | 2e ligne         | 14 janvier 1988   | France         |                     | Stade toulousain         | 2018                    |
| Pierre-Henri Azagoh  | 2e ligne         | 25 juillet 1998   | France         | -                   | RC Massy                 | 2019                    |
| Antoine Burban       | 3e ligne         | 22 juillet 1987   | France         |                     | PUC                      | 2006                    |
| Sylvain Nicolas      | 3e ligne         | 21 juin 1987      | France         | -                   | Stade toulousain         | 2013                    |
| Sekou Macalou        | 3e ligne         | 20 avril 1995     | France         |                     | Rugby club Massy Essonne | 2015                    |
| Charlie Francoz      | 3e ligne         | 3 juin 1998       | France         | -                   | Stade Rochelais          | 2017                    |
| Ryan Chapuis         | 3e ligne         | 12 décembre 1997  | France         | -                   | Formé au club            | 2018                    |
| Talalelei Gray       | 3e ligne         | 28 février 1990   | Australie      | -                   | Stade toulousain         | 2018                    |
| Loïc Godener         | 3e ligne         | 13 août 1995      | France         | -                   | FC Grenoble              | 2019                    |
| Joketani Koroi       | 3e ligne         | 20 août 1992      | Fidji          | -                   | Otago                    | 2019                    |
| Pablo Matera         | 3e ligne         | 18 juillet 1993   | Argentine      |                     | Jaguares                 | 2019                    |
| Arthur Coville       | Demi de mêlée    | 4 février 1998    | France         | -                   | RC Vannes                | 2017                    |
| Clément Daguin       | Demi de mêlée    | 25 mai 1992       | France         | -                   | RC Massy                 | 2015                    |
| James Hall           | Demi de mêlée    | 2 janvier 1996    | Afrique du Sud | -                   | Oyonnax rugby            | 2019                    |
| Nicolas Sanchez      | Demi d'ouverture | 26 octobre 1988   | Argentine      |                     | Jaguares                 | 2018                    |
| Joris Segonds        | Demi d'ouverture | 6 avril 1997      | France         | -                   | Stade aurillacois        | 2019                    |
| Jonathan Danty       | Centre           | 7 octobre 1992    | France         |                     | Formé au club            | 2011                    |
| Alex Arrate          | Centre           | 24 juin 1997      | France         | -                   | Biarritz olympique       | 2018                    |
| Julien Delbouis      | Centre           | 4 août 1999       | France         | -                   | RC Massy                 | 2018                    |
| Gaël Fickou          | Centre           | 26 mars 1994      | France         |                     | Stade toulousain         | 2018                    |
| Lionel Mapoe         | Centre           | 13 juillet 1988   | Afrique du Sud |                     | Golden Lions             | 2019                    |
| Julien Arias         | Ailier           | 26 octobre 1983   | France         |                     | US Colomiers             | 2004                    |
| Waisea Nayacalevu    | Ailier           | 26 juin 1990      | Fidji          |                     | Melbourne RUFC (en)      | 2012                    |
| Lester Etien         | Ailier           | 21 juin 1995      | France         | -                   | RC Massy                 | 2018                    |
| Adrien Lapègue       | Ailier           | 21 octobre 1998   | France         | -                   | Aviron bayonnais         | 2018                    |
| Sefanaia Naivalu     | Ailier           | 7 janvier 1992    | Australie      |                     | Melbourne Rising         | 2019                    |
| Alexis Palisson      | Ailier           | 9 septembre 1987  | France         |                     | Stade toulousain         | 2019                    |
| Kylan Hamdaoui       | Arrière          | 15 avril 1994     | France         | -                   | Biarritz olympique       | 2018                    |
| Ruan Combrinck       | Arrière          | 10 mai 1990       | Afrique du Sud |                     | Sharks                   | 2019                    |

## La saison
La saison est marquée par une suspension du championnat à partir du 13 mars après le début de la propagation de la pandémie de Covid-19 en France. Le 30 avril, la LNR propose l'arrêt définitif du championnat, après une réunion extraordinaire organisée la veille avec tous les membres du bureau exécutif et les présidents de clubs. Par conséquent, le titre national n'est pas attribué et aucune promotion, ni relégation n'est promulguée, à l'issue de cette édition ; la décision est définitivement approuvée par le comité directeur de la LNR le 2 juin.

## Calendrier et résultats

### Top 14
| - Lyon OU - Stade français : 43-9 - Stade rochelais - Stade français : 28-26 - Stade français - Aviron bayonnais : 33-27 - Union Bordeaux Bègles - Stade français : 52-3 - Stade français - ASM Clermont : 18-32 - Castres olympique - Stade français : 46-16 - Stade français - RC Toulon : 33-30 - SU Agen - Stade français : 27-14 - Stade français - Racing 92 : 9-25 - CA Brive - Stade français : 26-21 - Stade français - Section paloise : 21-18 - Montpellier HR - Stade français : 20-20 - Stade français - Stade toulousain : 30-18 | - Stade français - Lyon OU : N'a pas été joué - Stade français - Stade rochelais : 21-20 - Aviron bayonnais - Stade français : 28-17 - Stade français - Union Bordeaux Bègles : N'a pas été joué - ASM Clermont - Stade français : 29-19 - Stade français - Castres olympique : N'a pas été joué - Toulon - Stade français : 19 - 18 - Stade français - SU Agen : N'a pas été joué - Racing 92 - Stade français : N'a pas été joué - Stade français - CA Brive : N'a pas été joué - Section paloise - Stade français : N'a pas été joué - Stade français - Montpellier HR : N'a pas été joué - Stade toulousain - Stade français : N'a pas été joué |

#### Phase qualificative: classement final au 1er mars 2020
| Rang | Club                  | J  | V  | N | D  | Bo | Bd | Pm  | Pe  | Diff | Pts |
| ---- | --------------------- | -- | -- | - | -- | -- | -- | --- | --- | ---- | --- |
| 1    | Union Bordeaux Bègles | 17 | 13 | 1 | 3  | 6  | 1  | 475 | 317 | +158 | 61  |
| 2    | Lyon OU               | 17 | 12 | 0 | 5  | 5  | 0  | 463 | 304 | +159 | 53  |
| 3    | Racing 92             | 17 | 9  | 1 | 7  | 5  | 3  | 451 | 324 | +127 | 46  |
| 4    | RC Toulon             | 17 | 9  | 2 | 6  | 3  | 1  | 386 | 334 | +52  | 44  |
| 5    | Stade rochelais       | 17 | 9  | 0 | 8  | 3  | 3  | 370 | 377 | -7   | 42  |
| 6    | ASM Clermont          | 17 | 10 | 0 | 7  | 1  | 0  | 423 | 415 | +8   | 41  |
| 7    | Stade toulousain (T)  | 17 | 8  | 1 | 8  | 4  | 2  | 368 | 331 | +37  | 40  |
| 8    | Montpellier HR        | 17 | 6  | 3 | 8  | 2  | 5  | 404 | 390 | +14  | 37  |
| 9    | Aviron bayonnais (P)  | 17 | 7  | 1 | 9  | 0  | 3  | 327 | 409 | -82  | 33  |
| 10   | Castres olympique     | 17 | 7  | 0 | 10 | 3  | 2  | 392 | 460 | -68  | 33  |
| 11   | CA Brive (P)          | 17 | 7  | 1 | 9  | 1  | 2  | 364 | 439 | -75  | 33  |
| 12   | Section paloise       | 17 | 6  | 0 | 11 | 0  | 4  | 334 | 414 | -80  | 28  |
| 13   | SU Agen               | 17 | 5  | 1 | 11 | 0  | 4  | 323 | 404 | -81  | 26  |
| 14   | Stade français Paris  | 17 | 5  | 1 | 11 | 0  | 3  | 328 | 488 | -160 | 25  |

### Coupe d'Europe
Dans le Challenge européen, le Stade français Rugby fait partie de la poule 4 et est opposé aux Anglais des Bristol Bears, aux Français du CA Brive, et aux Italiens des Zebre.
| - Stade français - CA Brive : 28-37 - Zebre - Stade français : 12 - 13 - Bristol Bears - Stade français : 37 - 11 | - Stade français - Bristol Bears : 16 - 18 - Stade français - Zebre : 24 - 29 - CA Brive - Stade français : 33 - 29 |

Avec seulement 1 victoires et 5 défaites, le Stade français Paris termine 4e et n'est pas qualifié pour les quarts de finale. 

| Rang | Équipe               | J | V | N | D | Em | Ee | Bo | Bd | Pm  | Pe  | Diff | Pts |
| ---- | -------------------- | - | - | - | - | -- | -- | -- | -- | --- | --- | ---- | --- |
| 1    | Bristol Bears        | 6 | 5 | 1 | 0 | 27 | 6  | 4  | 0  | 209 | 58  | +151 | 26  |
| 2    | CA Brive             | 6 | 3 | 0 | 3 | 14 | 22 | 1  | 1  | 111 | 165 | -54  | 14  |
| 3    | Zebre                | 6 | 2 | 1 | 3 | 15 | 18 | 2  | 1  | 106 | 151 | -45  | 13  |
| 4    | Stade français Paris | 6 | 1 | 0 | 5 | 11 | 20 | 1  | 3  | 104 | 156 | -52  | 8   |